# Sarah Hadland
Sarah Hadland (St. Albans, Hertfordshire, 15 de mayo de 1971) es una actriz británica. Es conocida por su papel de Stevie Sutton en la serie de televisión nominada a los premios BAFTA, Miranda (2009-2015, 2020), de la BBC One, y de Trish en The Job Lot (2013-2015). 
Hadland interpretó a la recepcionista de Ocean Sky en la película de James Bond, Quantum of Solace. Sus otros papeles en el cine incluyen Magicians (2007), Leap Year (2010) y Learners (2007). Apareció en la serie televisiva de comedia y drama Moving Wallpaper (2008-2009) como la guionista Gillian McGovern, y tuvo papeles en las series de televisión británicas de comedia That Mitchell y Webb Look (2008-2010),  Horrible Histories (2009, 2012-2013, 2015), The Job Lot (2013–2015) y Brotherhood (2015). Apareció en la miniserie de la BBC, The Moonstone (2016).

## Primeros años
Hadland nació en St. Albans, Hertfordshire, Inglaterra, el 15 de mayo de 1971. Durante sus estudios en la secundaria Wilmslow de Cheshire, se dedicó al teatro aficionado en el grupo juvenil Tempo de Wilmslow. Posteriormente se formó en el Laine Theatre Arts.

## Carrera
Tras su formación, Hadland comenzó su carrera teatral a los 19 años, actuando en musicales como Cats y Grease en el West End londinense.
Al cabo de seis años, se trasladó al teatro de gira, donde actuó en ¿Quién teme a Virginia Woolf? Durante este periodo, empezó a desarrollar su talento como actriz de doblaje, con trabajos como la gatita blanca del anuncio de Catsan y la surfista americana de un anuncio de champú VO5. Además, puso voz al videojuego Dragon Quest VIII para PlayStation 2.
La carrera televisiva de Hadland comenzó con papeles secundarios en Bad Girls y The Bill, antes de pasar a papeles más importantes en las comedias Green Wing y Broken News. Además, apareció en las películas Confetti y Magicians junto a los cómicos David Mitchell y Robert Webb, y en Learners, de la BBC One. Hadland también interpretó personajes para su programa de sketches cómicos That Mitchell and Webb Look. En noviembre de 2009, Hadland se unió a Miranda Hart en la serie cómica de la BBC, Miranda, basada en la serie de la BBC Radio 2, Miranda Hart's Joke Shop y con los mismos actores principales.
De 2007 a 2012, tuvo un papel recurrente en la serie cómica de la BBC Radio 4, Bleak Expectations, una parodia de las novelas de Charles Dickens y de la época victoriana en general. Hadland puso voz a Lily (de soltera Bin) Sourquill, la hija de Sir Philip («Pip») Bin en las cuatro temporadas que se han emitido hasta la fecha. También puso voz a los personajes Ripely Fecund (la tercera esposa de Pip, en la temporada 2) y Miss Christmasham (una parodia de Miss Havisham de Grandes esperanzas, en la temporada 3).
En 2011, Hadland interpretó a la nueva profesora de inglés, Linda Radleigh, en la serie de la BBC, Waterloo Road. También apareció en Horrible Histories en el canal CBBC entre 2009 y 2015. De 2013 a 2015, Hadland interpretó a Trish en la comedia de ITV, The Job Lot, ambientada en un concurrido Jobcentre de West Midlands.
En agosto de 2024, Hadland fue anunciada como concursante de la vigesimosegunda temporada de Strictly Come Dancing, formando pareja con el bailarín Vito Coppola. La pareja llegó a la final y quedó subcampeona por detrás de Chris McCausland y Dianne Buswell.

## Filmografía

### Películas
| Año  | Película                                                | Papel                                        |
| ---- | ------------------------------------------------------- | -------------------------------------------- |
| 1998 | Basil                                                   | Camarera de la Casa Windmere                 |
| 1999 | Julie y los Cadillacs                                   | Chica en el escenario                        |
| 2006 | Confetti                                                | Jen                                          |
| 2007 | Magos                                                   | Carol                                        |
| 2007 | Grow Your Own                                           | Carla                                        |
| 2007 | Blancanieves: La Secuela                                | Voces adicionales (Doblaje en inglés)        |
| 2008 | Quantum of Solace                                       | Recepcionista en el Ocean Sky                |
| 2010 | Año bisiesto                                            | Agente de servicio al cliente del aeropuerto |
| 2010 | El Profesor Layton y la Eterna Diva (Doblaje en inglés) | Celia Reidley                                |
| 2012 | Now Is Good                                             | Carolina                                     |
| 2013 | Burton y Taylor                                         | Kathryn Walker                               |
| 2019 | Historias horribles: La Película - Romanos Corruptos    | Irene la Iceni                               |

### Televisión
| Año           | Serie                       | Papel                                                             | Notas                                                              |
| ------------- | --------------------------- | ----------------------------------------------------------------- | ------------------------------------------------------------------ |
| 1994          | A Dark-Adapted Eye          | Elsie                                                             | Película de TV                                                     |
| 1998          | Bob and Margaret            | Varios personajes                                                 |                                                                    |
| 2002          | Bad Girls                   | Spike                                                             | Aparece en tres episodios                                          |
| 2002          | Daddy's Girl                | DC Parkes                                                         | Película de TV                                                     |
| 2002, 2004    | The Bill                    | Mel Roland Lara Silliton                                          | Episodio 18.74 Episodio 20.62                                      |
| 2002, 2006    | Doctors                     | Debs Wendy Driscoll                                               | Episodio 5.16: "Too Late for Goodbyes" Episodio 8.45: "Shadowplay" |
| 2003          | Sweet Medicine              | Jill                                                              | Episodio 1.5                                                       |
| 2004          | Casualty                    | Sandra Lee                                                        | Episodio 18.29: "Parenthood"                                       |
| 2004          | Peep Show                   | Karen                                                             | Episodio 2.6                                                       |
| 2005          | Man Stroke Woman            | Cliente Mujer en el pub                                           | Episodio 1.2 Episodio 1.5                                          |
| 2005          | Heatwave                    | Pippa Connors                                                     | película de TV                                                     |
| 2005          | Beethoven                   | Johanna van Beethoven                                             | Miniserie de TV: partes 2 y 3                                      |
| 2005          | Fireman Sam                 | Firefighter Penny Morris, Bella Lasagne, Mandy, varios personajes | Serie de TV                                                        |
| 2005          | Mile High                   | Gina                                                              | Episodio 2.23                                                      |
| 2005          | Broken News                 | Claire                                                            | Aparece en los seis episodios                                      |
| 2006          | Green Wing                  | Nurse                                                             | Episodio 2.7                                                       |
| 2006          | Saxondale                   | Tina                                                              | Episodio 1.5                                                       |
| 2007          | Supernormal                 | Changerella Otras voces                                           | Aparece en 26 episodios                                            |
| 2007          | Learners                    | Fiona                                                             | película de TV                                                     |
| 2007          | The IT Crowd                | Margaret                                                          | Episodio 2.4: "The Dinner Party"                                   |
| 2008–10       | That Mitchell and Webb Look | Varios personajes                                                 | Aparece en 17 episodios (series 2–4)                               |
| 2008          | Love Soup                   | Sarah                                                             | Episode 2.4: "The Menaced Assassin"                                |
| 2008          | Beautiful People            | Miss Dunnderdale                                                  | Episodio 1.5: "How I Got My Tongs"                                 |
| 2008          | After You've Gone           | Lisa                                                              | Episodio 3.6: "Damaged"                                            |
| 2008–09       | Moving Wallpaper            | Gillian McGovern                                                  | Aparece en 18 episodios                                            |
| 2009–13       | Horrible Histories          | Varios personajes                                                 | En las series 1, 2, 4 y 5                                          |
| 2009–15       | Miranda                     | Stevie Sutton                                                     | Todos los episodios de las series 1,2 y 3, excepto el 2.5          |
| 2010          | How Not to Live Your Life   | Karen                                                             | Episodio 3.1: "Don's New Job"                                      |
| 2011–12       | Waterloo Road               | Linda Radleigh                                                    | Aparece en 9 episodios (Serie 7, eps 7.13 – 7.21)                  |
| 2011–12       | The Jury                    | Tanya Hawkins                                                     | Episodio 2                                                         |
| 2011–12       | The Bleak Old Shop of Stuff | Miss Tightclench                                                  |                                                                    |
| 2013–15       | The Job Lot                 | Trish                                                             | 18 episodios (Series 1–3)                                          |
| 2015          | Ballot Monkeys              | Kate Standen                                                      |                                                                    |
| 2015          | Brotherhood                 | Aunt Debbie                                                       |                                                                    |
| 2015          | Horrible Histories          | Victoria del Reino Unido                                          | Episodio 11: 'Tricky Queen Vicky'                                  |
| 2015–presente | Bob the Builder             | Dizzy (UK), Lift Voice, Betsy (UK), Vet Tilly (UK)                | 30 episodios                                                       |
| 2015          | W1A                         | Instructora de gimnasia                                           | Serie 2, Episodio 2                                                |
| 2016          | Galavant                    | Catherine                                                         | Episodio: "Bewitched, Bothered, Belittled"                         |
| 2016          | The Moonstone               | Miss Clack                                                        | 5 episodios                                                        |
| 2016          | Marley's Ghosts             | Carly                                                             | Episodio 5: 'Carly'                                                |
| 2017          | Ratburger                   | DC Grey                                                           | Película de TV                                                     |
| 2017          | Inside No. 9                | Fran                                                              | Episodio 4                                                         |
| 2017-presente | Daisy & Ollie               | Daisy                                                             | 104 episodios                                                      |

### Videojuegos
| Año  | Videojuego                                    | Papel               | Notas           |
| ---- | --------------------------------------------- | ------------------- | --------------- |
| 2004 | Fable                                         | Otras voces         |                 |
| 2004 | Dragon Quest VIII: El periplo del Rey Maldito | Otras voces         | Versión inglesa |
| 2005 | Buzz!: The Music Quiz                         | Jefa de planta      |                 |
| 2006 | Medieval II: Total War                        | Otras voces         |                 |
| 2007 | Hot Shots Tennis                              | Ashley, Lily, Carol | Versión inglesa |
| 2008 | Overlord II                                   | Señora Kelda        |                 |
| 2008 | Everybody's Golf: World Tour                  | Sonia, Anya         | Versión inglesa |
| 2012 | LittleBigPlanet PS Vita                       | Mrs. Sunshine       |                 |
| 2018 | Ni no Kuni II: El renacer de un reino         | Otras voces         | Versión inglesa |

### Teatro
- Admissions
- Cats
- Grease
- Time and the Conways
- ¿Quién teme a Virginia Woolf?
- El nombre

### Apariciones en radio
- Mr and Mrs Smith – Annabelle (temporada 1) - 2012
- Births, Deaths and Marriages – Lorna (temporadas 1 y 2) - 2012
- That Mitchell and Webb Sound (temporada 4) – 2009
- Edge Falls - Valerie (temporadas 1 y 2) – 2008
- Miranda Hart's Joke Shop – Stevie Sutton - 2008
- Bleak Expectations – Lily, la hija de Sir Phillip; Ripely Fecund, la tercera esposa de Pip (temporadas 2–5) y Miss Christmasham (temporada 3) – 2007
- 20 Cigarettes – Lisa / Michelle / Caroline - 2006